# Elefanții nu uită niciodată
Elefanții nu uită niciodată (în engleză Elephants can Remember) este un roman scris de scriitoarea britanică Agatha Christie, publicat în anul 1972.

## Sinopsis
"Cine a ucis pe cine?" Această întrebare este pusă de scriitoarea de romane polițiste Ariadne Oliver; însă, de data aceasta, nu este vorba de o intrigă din romanele ei, ci de o crimă adevarată ce a avut loc în trecutul ei. Un caz aparent de dublă sinucidere, în care și-au pierdut viața doi prieteni de-ai ei în urmă cu 12 ani, se întoarce să o bântuie, așa că Ariadne îl cheamă în ajutor pe bunul ei prieten Hercule Poirot. Dacă memoria nu-l înșală pe Poirot, crima - la fel ca istoria - are tendința neplăcută să se repete...